# Raupenfliegen

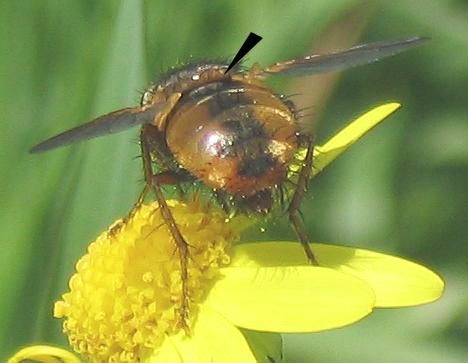
Von hinten erkennbar: Das vorstehende Postscutellum (schwarz) unter dem Scutellum (gelbbraun)

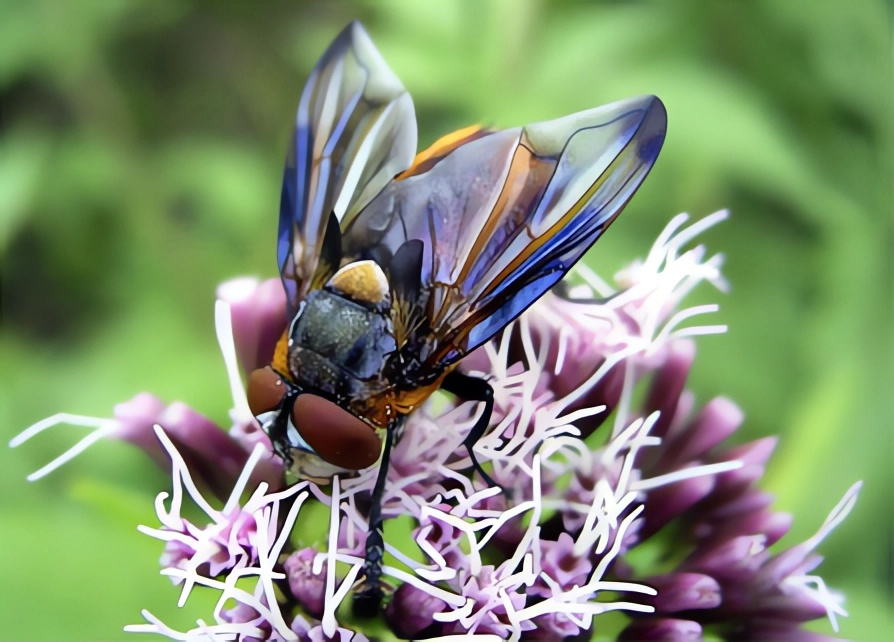
Phasia hemiptera („Wanzenfliege“)

Die Raupenfliegen (Tachinidae), auch Schmarotzerfliegen, sind eine artenreiche Familie der Zweiflügler mit weltweit etwa 8000 Arten, die mit etwa 500 Arten in Mitteleuropa vertreten ist.

## Systematik
Die Raupenfliegen werden als Schwestergruppe der Rhinophoridae angesehen, mit diesen zusammen als Schwestergruppe der Dasselfliegen. Sie gehören zu den Calyptratae, der weiteren Verwandtschaft der Stubenfliegen und Schmeißfliegen.
Die Systematik innerhalb der Raupenfliegen ist noch weitgehend unklar und umstritten. Üblicherweise werden vier Unterfamilien unterschieden:
- Phasiinae: Diese Gruppe ist in Mitteleuropa mit etwa 60 Arten vertreten. Vom Körperbau sind sie recht unterschiedlich, manche Arten sind schlank mit einem verlängerten Hinterleib, andere haben einen kugeligen oder auch einen abgeplatteten, bunt gefärbten Hinterleib. Relativ einheitlich sind sie dagegen in ihrer Biologie, es werden überwiegend Wanzen parasitiert und die Eier sind bei der Ablage noch unreif. Zu dieser Gruppe gehört die auffällig gefärbte Wanzenfliege.
- Dexiinae: In Mitteleuropa gibt es etwa 75 Arten dieser Unterfamilie, die bei Käfern, Schmetterlingen und Blattwespen parasitieren. Die Larven dieser Gruppe sind bei der Eiablage bereits schlüpfreif.
- Tachininae: Eine große und relativ heterogene Gruppe mit einem breiten Spektrum von Wirtsarten. In dieser Gruppe finden sich die Igelfliegen, zu denen besonders große und häufige Arten gehören. Die Eier aller Arten enthalten bereits schlüpfreife Larven.
- Exoristinae: Die artenreichste Unterfamilie umfasst zahlreiche recht unterschiedliche Gruppen. Es finden sich darunter einige Gruppen, die unreife Eier ablegen, die meisten Larven schlüpfen aber schon kurz nach der Eiablage.

## Körperbau
Im Körperbau ähneln die Raupenfliegen zumindest oberflächlich den Stubenfliegen und Schmeißfliegen. Ein sicheres Unterscheidungsmerkmal von diesen und anderen nahe verwandten Gruppen ist das Postscutellum, das unter dem Schildchen (Scutellum), welches den Hinterrand der Thoraxoberseite bildet, wulstartig hervortritt. Bei den übrigen Gruppen ist die Thoraxhinterseite unter dem Schildchen mehr oder weniger flach ausgebuchtet.

## Lebensweise

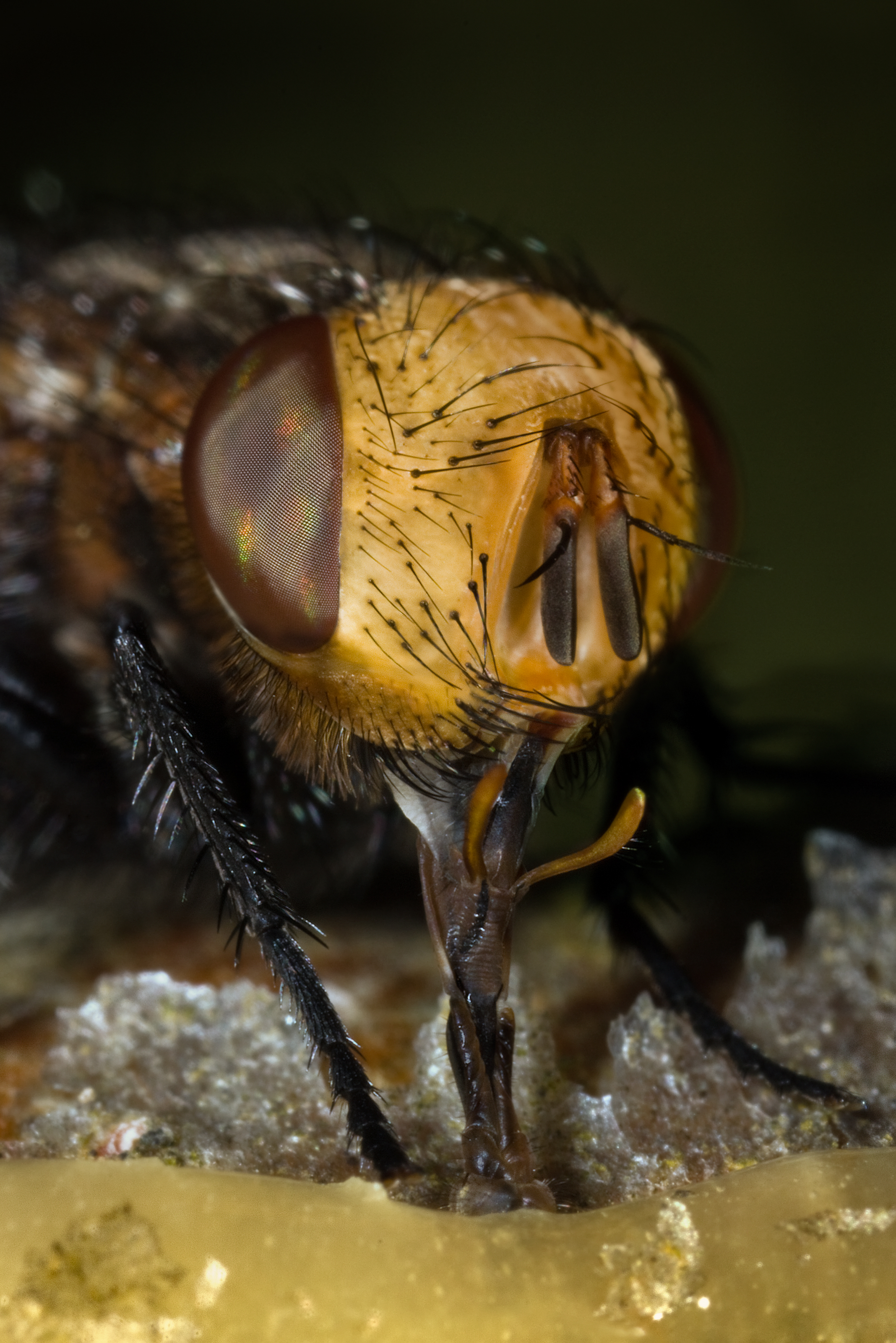
Nahaufnahme einer Raupenfliege (Gonia capitata)

Alle Arten entwickeln sich parasitisch in Larven, Puppen oder Imagines von Insekten, vereinzelt auch bei anderen Gliederfüßern. Unter den Wirtstieren finden sich in erster Linie Raupen von Schmetterlingen und Afterraupen von Pflanzenwespen. Parasitiert werden aber auch Käfer, und zwar außer den Larven von hauptsächlich Blatthornkäfern und Bockkäfern auch die Puppen und die Imagines größerer Arten, beispielsweise Laufkäfer oder Maikäfer. Weitere Wirtsarten finden sich unter den Wanzen, Heuschrecken, Schaben und Ohrwürmern, vereinzelt auch unter den Hautflüglern und Zweiflüglern. Ausgeschlossen sind wasserbewohnende Arten und Insekten, die wegen zu geringer Größe nicht in Frage kommen.
Die meisten Raupenfliegen sind auf wenige Wirtsarten oder auch eine einzige Art spezialisiert, manche haben aber ein sehr breites Wirtsspektrum. Manche Arten beschränken sich auf Wirtsarten, die von einer bestimmten Futterpflanze leben.
Die Eier der Raupenfliegen werden entweder direkt auf der Oberfläche des Wirtes abgelegt oder in dessen Nähe, die Weibchen besitzen keinen Legestachel zum Einstechen in das Wirtstier. Die Larven schlüpfen schon nach kurzer Zeit, manchmal sofort nach der Eiablage.
Die erwachsenen Fliegen sind meist tagaktiv und ernähren sich vor allem von Blütennektar und Honigtau. Oft findet man sie auf Blüten mit leicht zugänglichen Nektarquellen, nur wenige Arten besitzen einen Saugrüssel, der es ihnen ermöglicht, an den Nektar von Blüten mit langem Kelch zu gelangen.

## Fossile Belege
Fossile Raupenfliegen sind selten. Die ältesten Belege stammen aus eozänem Baltischen Bernstein. Darüber hinaus sind Funde aus dem etwas jüngeren Dominikanischen Bernstein sowie aus verschiedenen quartären Lagerstätten bekannt.

## Wirtschaftliche Bedeutung
In der Landwirtschaft sind Raupenfliegen von großer Bedeutung bei der biologischen Schädlingsbekämpfung. Besonders Insekten, die durch Massenvermehrungen nach Verschleppung in andere Kontinente erhebliche Schäden verursachten, konnten durch nachträgliche Einführung der jeweilig parasitierenden Raupenfliege dauerhaft unter Kontrolle gebracht werden. Beispiele dafür sind der Kleine Frostspanner und der Schwammspinner.

## Arten (Auswahl)
- Buquetia musca
- Cylindromyia brassicaria
- Dexia rustica
- Drino gilva
- Ectophasia crassipennis – Breitflügelige Raupenfliege
- Frontina laeta
- Gonia capitata
- Kirbya moerens
- Mintho rufiventris
- Nowickia ferox
- Phasia aurigera – Goldschildfliege
- Phasia hemiptera
- Phasia pusilla
- Tachina fera
- Tachina grossa
- Tachina magnicornis
- Trichopoda pictipennis
- Zophomyia temula – Langborstige Raupenfliege